# Clickbait (film)
Clickbait – amerykański horror z 2019 roku wyreżyserowany przez Sophie Cacciole i Michaela J. Epsteina. Scenariusz do filmu napisali Jeremy Long i Michael J. Epstein. Film zdobył nagrodę "Best Feature" na Starbust 2019 Fantasy Film Awards.

## Opis fabuły
Popularna vlogerka, Bailey, jest zdenerwowana, gdy traci status na stronie str33ker.com, przez konkurującego twórcę, u którego zdiagnozowano raka. Kiedy Bailey zaczyna być prześladowana, jej popularność znowu rośnie, przez co nie jest chętna do rozwiązania tego problemu. Niekompetentny detektyw Dobson zostaje wyznaczony do złapania prześladowcy, ale jest mało prawdopodobne by mu się to udało.

## Obsada
- Amanda Colby
- Brandi Aguilar
- Seth Chatfield
- Ryan James Hilt
- Cedric Jonathan
- Makeda Kumasi
- Jannica Olin
- Johannes Grenzfurthner
- Sarah Paterson
- Sophia Cacciola
- Brittnee Hollenbach
- Lianne O'Shea
- Michael J. Epstein
- Matt Stuertz
- Jill Galbraith
- Jeremy Long

## Wydanie
Clickbait został wydany na VOD w Ameryce Północnej 18 czerwca 2019 r.

## Festiwale i nagrody
- GenreBlast Film Festival 2018
- Sanford International Film Festival 2018

- Arizona Underground Film Festival 2018
- FANtastic Horror Film Festival 2018
- Buffalo Dreams Fantastic Film Festival 2018
- Starburst International Film Festival 2019
- Boston Underground Film Festival 2019